# Barry Foster
John Barry Foster (Beeston, Nottinghamshire, Egyesült Királyság, 1927. augusztus 21. 
– Guildford, Surrey, 2002 február 11.) angol színész. Híres filmszerepe volt Bob Rusk, a „nyakkendős gyilkos” alakítása Alfred Hitchcock késői filmjében, a Tébolyban (1972).

## Élete

### Származása, tanulóévei
Nottinghamshire-ben született. Gyermekéveit a middlesex-i Hayesben töltötte, a Southall County Grammar School iskolába járt, majd vegyésztechnikusnak tanult, és a műanyagiparban, az EMI szerveskémiai kutatólaboratóriumában kezdett dolgozni asszisztensként. 1948-ban katonai behívót kapott, és a Brit Királyi Légierőnél teljesített szolgálatot.
Katonai szolgálata után beiratkozott a londoni Royal Central School of Speech and Drama színiakadémiára, évfolyamtársaihoz képest valamelyest túlkorosan. Itt ismerkedett meg a nála három évvel fiatalabb Harold Pinterrel, aki ebben az időben (tanulmányait megszakítva) ifjú színészként dolgozott. Későbbi pályája során Foster több Pinter-darabban is játszott.

### Színészi pályája
Hivatásos színpadi színészként első szerepét 1952-ben az írországi Corkban kapta, Shakespeare: A velencei kalmárcímű drámájában Lorenzo szerepét játszotta. 1954-ben feltűnt a The Windmill Family című tévésorozatban. 1955-ben már londoni színházakban dolgozott, 1956-ban megkapta első mozifilmes szerepét Robert E. Sherwood rendező The Petrified Forest című bűnügyi filmdrámájában (Boze Hertzlinger szerepében).
Alapvetően színházakban dolgozott és egyre több tévésorozatban kapott jelentősebb vagy éppen főszerepeket, így Nagy-Britanniában Foster elsősorban színpadi és televíziós színészként lett ismert. A nemzetközi nézőközönség inkább nagy számú mozifilmes mellékszerepeiből ismerhette meg. Elegáns, jóvágású, határozott fellépésű férfiakat alakított, katonákat, bűnözőket, rendőrnyomozókat. Angliai csata című 1969-es háborús filmeposzban egy harcirepülő kötelék parancsnokát játszotta. Ír partizánt alakított David Lean rendező 1970-es Ryan lánya című filmdrámájában, mely az ír-angol konfliktusról szólt. Andrew V. McLaglen rendező 1978-as Vadlibák című háborús akciófilmjében zsoldoskatonát játszott, olyan sztárok mellett, mint Richard Burton, Roger Moore, Hardy Krüger és Richard Harris. 1974-ben a Fall of Eagles című történelmi filmsorozatban (rendező John Elliot), mely a nagy európai birodalmak 1918-as összeomlásáról szólt, Foster II. Vilmos német császárt formálta meg, mellette II. Miklós cárt Charles Kay, Ferenc József császárt Laurence Naismith, Lenint Patrick Stewart alakította).
Legismertebb filmszerepét, Bob Ruskot, a „londoni nyakkendős fojtogatót” azonban Alfred Hitchcock kései thriller-filmjében, az 1972-es Tébolyban játszotta.
A BBC 1972–1992 között sugározta a Van der Valk című bűnügyi tévésorozatot, amelyben Foster a címszereplőt, in der Foster Piet van der Valk amszterdami rendőrfelügyelőt alakította. A sorozatot külföldi adók is átvették, 1976-tól ment a NDK állami televíziójában és 1979-től a ZDF-ben is. Később átvette a lengyel és a szovjet állami tévé is. 1982-ben Foster játszott a Simon Langton által, Alec Guinness főszereplésével megrendezett angol kémfilm-tévésorozatban, a Smiley népében (Smiley’s People), amely John le Carré azonos című regényéből készült. (A regény magyarul Csapda címen jelent meg). Ugyanebben az évben mutatták be Alan Gibson amerikai rendező A Woman Called Golda című életrajzi filmjét, Golda Meir felemelkedéséről, a címszerepben Judy Davisszel és Ingrid Bergmannal (az ifjú és idős Meir). Ebben Foster egy, a cionistákhoz átállt brit katonatisztet, Orde Wingate őrnagyot alakította. Orde Wingate (1903–1944) őrnagy, később vezérőrnagy valós személy volt, karakterét Foster eljátszotta már korábban is, 1976-ban, a tábornok életét feldolgozó Orde Wingate című angol tévésorozat címszereplőjeként.
1987-ben szerepelt James Ivory rendező Maurice című melodrámájában, mely E. M. Forster önéletrajzi ihletésű meleg-drámáját dolgozza fel, James Whilby, Hugh Grant és Rupert Graves főszereplésével. A filmek mellett Foster a BBC-vel egy 13-részes hangjáték-sorozatot is felvett, Sherlock Holmes szerepében.
Utolsó filmes szerepét, egy orvost, a 2000-es Rancid Aluminium című bűnügyi tragikomédiában játszotta, Joseph Fiennes, Rhys Ifans és Steven Berkoff társaságában.

### Magánélete
Tehetséges amatőr zongorajátékos volt, kedvelte a dzsessz-zenét. 
1955-ben Birkenheadben feleségül vette Judith C. Shergold énekes-színésznőt. Több, mint négy évtizeden át éltek együtt, Foster haláláig, 2002-ig. Három gyermekük született: két leányuk, Miranda és Joanna (*1964), akik színésznők lettek, és egy fiuk, Jason.
Barry Foster 74 éves korában, 2002. február 8-án a londoni West Enden, színházi előadás közben lett rosszul. A guildfordi kórházba szállították, de február 11-én szívinfarktus következtében elhunyt. Halála után kollégái megalapították a Barry Foster-emlékdíjat (Barry Foster Memorial Award), amely a mozgássérült gyermekek színházba jutását segítő színházakat támogatja.

## Filmszerepei
- 1954: The Windmill Family, tévésorozat; Hugh Allbright
- 1956: The Petrified Forest, tévéfilm; Boze Hertzlinger
- 1956: A River Plate-i csata (The Battle of the River Plate); Bill Roper matróz
- 1957: Yangtse Incident: The Story of H.M.S. Amethyst; McCarthy repülőtiszt
- 1957: Thunder in the West, tévésorozat; Andrew Drummond
- 1957: Nicholas Nickleby, tévésorozat; Frank Cheeryble
- 1958: Dunkirk; Don R távírász
- 1958: Yesterday’s Enemy, tévéfilm; Paul Hastings alhadnagy
- 1958: Sea of Sand; Matheson tizedes
- 1959: Pinchgut ostroma (The Siege of Pinchgut); haditengerész
- 1960: The Men from Room 13; tévésorozat; Gunn nyomozó őrmester
- 1961: People of Nowhere, tévéfilm; Tadek
- 1961: Sir Francis Drake, tévésorozat; Tom Brewster
- 1961: Hamlet, tévésorozat; Hamlet
- 1961: Maigret, tévésorozat; „A Crime for Christmas” c. rész; Paul Martin
- 1961: The Pursuers, tévésorozat; Larry MakinLucas
- 1962: Ghosts, tévéfilm; Oswald Alving
- 1963: Suspense, tévésorozat; Rusty Green
- 1963: Espionage, tévésorozat; Gerry Paynter
- 1964: A királyért és a hazáért (King & Country); Webb hadnagy
- 1964: The Indian Tales of Rudyard Kipling, tévésorozat; Richard Tarrion
- 1965: The Troubleshooters, tévésorozat; Robert Driscoll
- 1966: Seven Deadly Sins, tévésorozat; Harry Jordan
- 1966: Családi ügy (The Family Way); Joe Thompson
- 1966–1967: Conflict, tévésorozat; Dunois / King Henry V
- 1967: Robbery; Frank
- 1968: Clouseau felügyelő (Inspector Clouseau); Addison Steele
- 1963–1968: Love Story, tévésorozat; Kelly / Rodney Webb
- 1968: European Eye, tévésorozat; Inspector Sheppard
- 1968: Twisted Nerve; Gerry Henderson
- 1969: Az angliai csata (Battle of Britain); Edwards repülőszázad-parancsnok
- 1970: Ryan lánya (Ryan’s Daughter); Tim O’Leary
- 1971: Public Eye, tévésorozat; Gerald Gurney-Stuart
- 1972: Omnibus, tévésorozat; John Stanley
- 1972: Téboly (Frenzy); Robert Rusk
- 1973: Válik a férfi, válik a nő (Divorce His – Divorce Hers), tévéfilm; Donald Trenton
- 1974: A Quiet Day in Belfast; John Slattery
- 1974: Fall of Eagles; tévé-minisorozat; II. Vilmos császár
- 1975: Under Western Eyes, tévéfilm; Mikulin
- 1976: Orde Wingate, tévésorozat; Orde Wingate brit tábornok
- 1977: Sweeney!; Elliott McQueen
- 1977: The Three Hostages; tévéfilm; Sir Richard Hannay
- 1978: Vadlibák (The Wild Geese); Thomas Balfour
- 1979: A Family Affair, tévésorozat; Richard Barnes
- 1980: Danger on Dartmoor; Mr. Green
- 1981: Maybury, tévésorozat; David
- 1982: A Woman Called Golda, tévéfilm; Orde Wingate őrnagy
- 1982: Smiley népe (Smiley’s People); tévé-minisorozat; Saul Enderby
- 1983: Hőség és homok (Heat and Dust); Minnies őrnagy
- 1983: Death of an Expert Witness, tévé-minisorozat; Dr. Maxim Howarth
- 1984: To Catch a King, tévéfilm; Max Winter
- 1985: Bergerac, tévésorozat; Howard Bailey
- 1986: Titkos világ (The Whistle Blower); Charles Greig
- 1987: Maurice; Dean Cornwallis
- 1988: Gyilkos játszma (The Killing Game); Jack
- 1989: Inspector Morse, tévésorozat; Sir Alexander Reece
- 1989: Roxanne és a Pulitzer-díj (Roxanne: The Prize Pulitzer), tévéfilm; Alan Walker
- 1990: Chillers, tévésorozat;
- 1972–1992: Van der Valk, bűnügyi tévésorozat; Van Der Valk rendőrfelügyelő
- 1995: A Széljárta Fűzfa meséi (The Wind in the Willows); tévéfilm; a Hajós
- 2000: Rancid Aluminium; orvos

## További információ
- Barry Foster a PORT.hu-n (magyarul)
- Barry Foster az Internetes Szinkronadatbázisban (magyarul)
- Barry Foster az Internet Movie Database-ben (angolul)
- Barry Foster a Rotten Tomatoeson (angolul)
- Barry Foster az AlloCiné weboldalán (franciául)
- Barry Foster Profile (angol nyelven). famousfix.com. (Hozzáférés: 2023. augusztus 26.)
- Barry Foster. MUBI.com. (Hozzáférés: 2023. augusztus 26.)